# Римавске Залужани
Римавске Залужани (слч. Rimavské Zalužany) насељено је мјесто са административним статусом сеоске општине (слч. obec) у округу Римавска Собота, у Банскобистричком крају, Словачка Република.

## Становништво
| Година:    | 1994. | 2004.    | 2014.   | 2024.   |
| ---------- | ----- | -------- | ------- | ------- |
| Број људи: | 377   | 324      | 340     | 339     |
| Разлика:   |       | -14,05 % | +4,93 % | -0,29 % |

| Година:    | 2023. | 2024.   |
| ---------- | ----- | ------- |
| Број људи: | 338   | 339     |
| Разлика:   |       | +0,29 % |

Према подацима о броју становника из 2011. године насеље је имало 335 становника.